# 格雷西
格雷西（法語：Gressy，法語發音：[ɡʁɛsi] ⓘ）是法国塞纳-马恩省的一个市镇，属于莫城区。

## 地理
格雷西（48°57'54"N, 2°40'24"E）面积3.34 平方千米，位于法国法蘭西島大區塞纳-马恩省，该省份为法国北部内陆省份，北起瓦兹省，西接埃松省、马恩河谷省、塞纳-圣但尼省和瓦兹河谷省，南至卢瓦雷省，东南接约讷省，东临马恩省和奥布省，东北接埃纳省。
与格雷西接壤的市镇（或旧市镇、城区）包括：克莱-苏伊、孔庞、梅西、米特里-莫里。

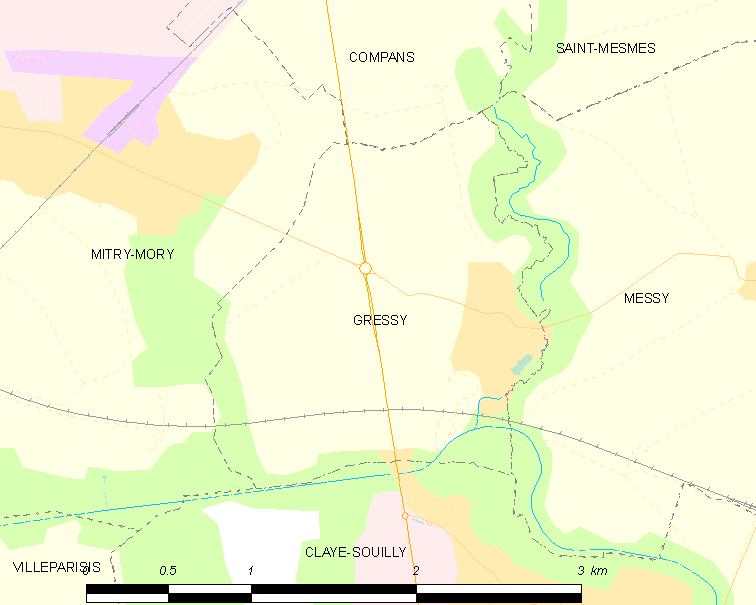
格雷西的OSM定位图

格雷西的时区为UTC+01:00、UTC+02:00（夏令时）。

## 行政
格雷西的邮政编码为77410，INSEE市镇编码为77214。

## 政治
格雷西所属的省级选区为克莱-苏伊县。

## 人口

1962-2008年间格雷西人口变化图示

格雷西于2022年1月1日时的人口数量为803人。